# Disney Newport Bay Club
Le Disney Newport Bay Club est un hôtel du complexe de loisirs de Disneyland Paris à Marne-la-Vallée. Il a ouvert en même temps que le complexe le 12 avril 1992. Il est situé sur la rive sud du Lac Disney, en vis-à-vis du Disney Hotel New York – The Art of Marvel.
Il tient son nom de la ville de Newport dans l'État de Rhode Island où se déroula de nombreuses fois la Coupe de l'America. C'est le plus grand hôtel du complexe et le plus grand de France avec près de 1100 chambres.
En 1997, un centre de congrès de 5 000 m² a été adjoint à l'hôtel. Il est parfois appelé seulement "le Newport".
Le 8 mars 2016, l'hôtel obtient sa quatrième étoile.

## Le thème
L'hôtel reprend à son compte les décors balnéaires de la Nouvelle-Angleterre au début du XXe siècle grâce à l'architecte Robert A. M. Stern qui réalisa aussi à Walt Disney World Resort les Disney's Yacht & Beach Club Resort, d'aspect comparable, et le Disney's BoardWalk Resort. Le Beach Club a même été utilisé en 1991 et en 1992 pour les publicités concernant le Newport Bay Club.
Les couleurs du bâtiment sont bleues et beige clair. Comme pour le Disneyland Hotel Paris et le Disney's Grand Floridian Resort, le blanc du Beach Club a dû être remplacé par une couleur plus "sombre", un beige clair, car la luminosité est différente sous le ciel européen.
Robert Stern a voulu ici rendre hommage aux régates de la Coupe de l'America dans les années 1920 et surtout à son charmant port de plaisance, d'où la présence d'un phare sur le lac.

## Les bâtiments
L'hôtel occupe un grand terrain sur la rive sud du lac Disney.  À l'image de l'hôtel New York auquel il fait face, il comprend une section centrale et deux ailes (plus grande ici) s'agençant autour du lac. De même, le centre de congrès est placé à gauche de l'entrée et la piscine dans l'aile droite. Les restaurants et le bar sont eux disposés de façon similaire au Disney Sequoia Lodge, dans la section centrale avec une vue sur le lac pour les restaurants.
Malgré l'aspect en forme de U que l'hôtel semble avoir, le bâtiment possède de nombreux décrochements et l'aile orientale est légèrement en diagonale par rapport au reste. L'hôtel est composé de nombreuses sections mais sans aucune interruption. (Pour cette raison la description ci-dessous pourra paraître confuse).

### La section centrale
C'est la partie la plus élevée de l'hôtel. Sur la façade sud se trouve une imposante colonnade qui marque l'entrée de l'hôtel et soutient le 4e étage.
Un clocher creux marque le centre de l'édifice. Devant l'hôtel un parterre engazonné était prévu à l'origine pour pratiquer le croquet mais ne fut jamais réellement pratiqué. Une aire de jeux pour les enfants a été installée dans une partie du parterre.
La façade nord donne l'impression d'être légèrement en retrait car le corps central est placé à une quinzaine de mètres des ailes. C'est le premier décrochement. Les deux sections de liaisons sont parfaitement perpendiculaires au corps central et sont prolongées par deux autres sections parallèles à ce dernier. Ensuite les sections suivantes seront décrites dans les ailes respectives.
Le retrait a permis de construire deux avancées (principe identique au Sequoia Lodge) qui hébergent les restaurants, le bar et la boutique. Devant s'ouvre un fronton en grande partie engazonné donnant sur le lac et servant de terrasse.

### L'aile orientale
Cette aile est légèrement inclinée par rapport à la section centrale d'environ 20°. Cela permet d'agrandir l'espace entre sur la rive est et le bâtiment. Cet espace est occupé par la piscine de l'hôtel, qui possède une partie couverte et une découverte. Le bassin extérieur est entouré d'une large esplanade. La piscine intérieure est contenue dans un octogone allongé de 22 x 40 m, d'un seul étage avec des parois vitrées. À l'intérieur une réplique de paquebot permet d'accueillir les visiteurs de la piscine. Au nord du bassin extérieur se trouve une aire de jeux pour enfants.
Le reste du bâtiment ne diffère guère architecturalement parlant de l'ensemble.
Au nord-est de la baie au niveau du pont permettant d'accéder au Disney's Sequoia Lodge se trouve un phare. Il fait une douzaine de mètres de haut et sa base est décorée de rochers.

### L'aile occidentale
Cette aile est entièrement consacrée aux chambres. En 1996 un centre de congrès a été construit à l'ouest du bâtiment sur un parking peu usité. Un passage couvert permet de relier le centre à l'hôtel.

## Les services de l'hôtel

### Les chambres
L'hôtel compte 1 093 chambres dont 13 suites. Les chambres font 27 m² et les suites de 45 à 83m².

### Les restaurants et bars
- Yacht Club possède un décor de lambris vernissé et des bateaux miniatures. Une terrasse est installée sur le parterre nord durant l'été (220 places)
- Cape Cod propose de la cuisine internationale avec des spécialités méditerranéennes en bordure du lac. (444 places)
- Captain's Quarters Bar est un bar décoré sur le thème des voiliers de la Coupe de l'America. On y retrouve de nombreuses maquettes et profils des bateaux ayant participé à la célèbre régate, dans un cadre très "cosy", où déguster cocktails et une belle sélection de rhums du monde entier. (130 places)

### La boutique
- Bay Boutique propose comme dans les autres hôtels, des journaux, des vêtements Disney et sur le thème de l'hôtel, des souvenirs et des confiseries. Elle est la plus grande boutique située dans un hôtel du complexe Disneyland Resort Paris.

### Les activités possibles
L'hôtel propose 
- Une piscine intérieure et extérieure, une salle de fitness, un sauna et un hammam
- Une aire de jeux pour les enfants située au niveau de la réception (rénové en 2022)

### Le centre de congrès
Un centre de congrès de plus de 5 500 m² est attenant à l'hôtel, avec une entrée et une réception indépendantes. Il se compose de deux grandes salles plénières et de diverses salles. L'espace est réparti sur deux niveaux, modulable, et peut atteindre au total 29 salles :
- salle Ballroom de 1 800 m² modulable jusqu'à 6 salles distinctes
- salle Portland de 3 000 m² situé au sous-sol
- salle Providence de 230 m² modulable jusqu'à  4
- salon Bridgeport de 80 m² divisible en 2
- salon Nantucket de 70 m² divisible en 2
- salon Boardroom  de 51 m²
- 5 salles de 24 à 45 m² nommées Boston, Clipper, Cape May, Provincetown et Catalina